# 380 Fiducia
Fiducia (asteroide 380) é um asteroide da cintura principal com um diâmetro de 73,19 quilómetros, a 2,3754263 UA. Possui uma excentricidade de 0,1132572 e um período orbital de 1 601,42 dias (4,39 anos).
Fiducia tem uma velocidade orbital média de 18,19787979 km/s e uma inclinação de 6,15571º.
Este asteroide foi descoberto em 8 de Janeiro de 1894 por Auguste Charlois.